# لیگ قهرمانی فوتبال سان مارینو
 لیگ قهرمانی فوتبال سن مارینو  (به ایتالیایی: Campionato Sammarinese di Calcio) معتبرترین لیگ فوتبال در کشور سن مارینو است که از سال ۱۹۸۵ تاکنون برگزار می‌شود. این لیگ از ۱۵ تیم که از سراسر کشور سن مارینو در آن شرکت می‌کنند برگزار می‌شود.
تیم سوکیتا پولیسپورتیوا تره فیوری با ۸ قهرمانی پرافتخارترین تیم این سری مسابقات به حساب می‌آید.